# Atrichopogon abrasus
Atrichopogon abrasus är en tvåvingeart som beskrevs av Edwards 1928. Atrichopogon abrasus ingår i släktet Atrichopogon och familjen svidknott. Inga underarter finns listade i Catalogue of Life.